# James McDougall (explorador)
James McDougall fue un comerciante de pieles y explorador del siglo XIX, que es recordado por su participación en la apertura de la actual Columbia Británica (Canadá) a la colonización europea, como parte de una expedición de la North West Company por la región dirigida por Simon Fraser.
McDougall era el tercero al mando en la partida de Fraser, desempeñando el papel de secretario junior de John Stuart. Fraser y su expedición entraron en el territorio que ellos llamarían Nueva Caledonia en 1805, en una incursión que culminaría con éxito tras el descenso y de nuevo el ascenso del río Fraser, en la primavera y el verano de 1808. Durante ese tiempo, Fraser y sus hombres construyeron varios puestos comerciales para negociar las pieles.
El primero de ellos fue resultado de un viaje realizado por Fraser y McDougall remontando el río Parsnip en el otoño de 1805, con el fin de determinar una ruta ideal para alcanzar el Fraser desde el cañón del río Peace, que era en esa época la gran puerta de acceso al territorio al oeste de las Montañas Rocosas. Sus viajes dieron como resultado que Fraser estableciese el primer puesto comercial y asentamiento europeo permanente al oeste de las Montañas Rocosas, en el actual lago McLeod (ocupado permanentemente desde 1805 hasta nuestros días).
Ese invierno Connor Swingle, el miembro de la tripulación dejado a cargo del desantendido puesto naciente, y McDougall fueron encargados de la administración del puesto, mientras que Fraser y Stuart se dedicaban a continuar la exploración. Durante ese tiempo, McDougall tomó la iniciativa de investigar los informes que había recibido de la existencia de un importante lago y una región peletera al noroeste, en el corazón de la región habitada por los Primera Nación Dakelh. Descendió  el aún sin nombrar río Fraser, convirtiéndose en el primer europeo en encontrar y subir el río Nechako, un importante afluente que sir Alexander MacKenzie, viajando de la misma manera doce años antes, se había perdido inexplicablemente. A partir de ahí, McDougall ascendió el río Stuart hasta su fuente en el lago Stuart. McDougall se dedicó más adelante a explorar lo que ha llegado a ser conocido como el país de los lagos (Lake Country) de la Columbia Británica, ascendiendo el Nechako más allá del lago Fraser hasta los lagos Babine y Francois.
El fruto de las exploraciones de McDougall fue la construcción de Fraser de un puesto en el lago Stuart, Fort St. James, que se convirtió en el cuartel general del departamento de Nueva Caledonia de la Compañía del Noroeste (obligada a fusionarse en 1821 con la Compañía de la Bahía de Hudson).
Tras la expedición de Fraser, McDougall se quedó en Nueva Caledonia para ayudar a Stuart como comerciante en el puesto de Fort St. James durante un período de varios años.